# Pomnik Janusza Korczaka w Zielonej Górze
Pomnik Janusza Korczaka w Zielonej Górze – pomnik znajdujący się na placu Korczakowców w pobliżu Zespołu Szkół Ogólnokształcących i Sportowych, autorstwa rzeźbiarzy Tadeusza Dobosza i Marka Przecławskiego. Odsłonięty został 15 września 1979.  

## Historia
Pomysłodawcą powstania pomnika Korczaka był Jerzy Zgodziński - nauczyciel, społecznik, założyciel drużyny harcerskiej im. Janusza Korczaka w ówczesnym Zespole Szkół Mechanicznych w Zielonej Górze. Pomnik powstał w 1979 z okazji Międzynarodowego Roku Korczakowskiego pod patronatem UNESCO. Wykonany został z kamionki gozdnickiej. 

## Opis
Pomnik przedstawia stojącego Januszka Korczaka otoczonego dziećmi. Krąg pomnika otacza sześć płyt z cytatami Korczaka. Inskrypcje na nich głoszą:

NIE ŻĄDAJ OD NIKOGO PRZYSŁUG, A WYŚWIADCZYWSZY KOMU, NIE OCZEKUJ WDZIĘCZNOŚCI.

NIE WSTYDŹCIE SIĘ MARZEŃ. DUMNE MIEJCIE ZAMIARY I DĄŻCIE DO SŁAWY. COŚ Z TEGO ZAWSZE SIĘ STANIE.

KAŻDE DZIECKO TO WIELKI I WAŻNY ŚWIAT - DWOJE DZIECI TO TRZY WIELKIE ŚWIATY.

NIE TAKIE WAŻNE ABY CZŁOWIEK DUŻO WIEDZIAŁ, ALE ŻEBY DOBRZE WIEDZIAŁ. NIE ŻEBY UMIAŁ NA PAMIĘĆ, A ŻEBY ROZUMIAŁ. NIE ŻEBY GO WSZYSTKO TROCHĘ OBCHODZIŁO, A ŻEBY COŚ NAPRAWDĘ BARDZO ZAJMOWAŁO.

POZNAJ SIEBIE ZANIM ZECHCESZ DZIECI POZNAĆ.

WARTO JEST ŻYĆ, ŻEBY PRACOWAĆ.